# Haematopota torquens
Haematopota torquens är en tvåvingeart som beskrevs av Austen 1908. Haematopota torquens ingår i släktet Haematopota och familjen bromsar. Inga underarter finns listade i Catalogue of Life.